# Pla de Tugues
El Pla de Tugues és un pla ocupat per piedes i camps de cultiu situat al nord de la masia de les Petges, al poble de Madrona, municipi de Pinell de Solsonès, comarca del Solsonès.